# Fred Wiedersporn
Alfred „Fred“ Wiedersporn (* 19. Oktober 1931 in Schwalbach (Saar); † 8. Januar 2016 in Völklingen) war ein deutscher Kunstturner, der für das Saarland antrat.

## Biografie
Fred Wiedersporn gehörte als einer von sechs Turnern der Delegation des Saarlandes bei den Olympischen Sommerspielen 1952 in Helsinki an. Wiedersporn startete für den TV 1894 Schwalbach. Wiedersporn nahm an den Turn-Weltmeisterschaften 1954 teil und war ein Jahr später Trainer der Jugendmannschaft des Saarlandes.